# Доминантно-рецесивно наслеђивање
Доминантно-рецесивно наслеђивање одређено је алелима једног гена који су међусобно у доминантно-рецесивној интеракцији. 